# Concert per a violí núm. 1 (Mozart)
El Concert per a violí núm. 1 en si bemoll major, K. 207, és una composició de Wolfgang Amadeus Mozart escrita el 1775, el mateix any en què va compondre els altres quatre concerts per a violí. Tot i així, l'anàlisi de l'escriptura i del paper del manuscrit sembla suggerir una data anterior, probablement el 1773. El concert està ple de passatges amb ràpides semicorxeres i es caracteritza per la seva naturalesa alegre.
El concert consta de tres moviments:
1. Allegro moderato
2. Adagio
3. Presto

El Rondó per a violí i orquestra núm. 1 en si bemoll major, K. 269, està vinculat a aquest concert, ja que estava previst que reemplaçaria el moviment final. Va ser compost per complir un encàrrec d'Antonio Brunetti, un violinista de Salzburg. No obstant, el concert s'interpreta habitualment amb el final original, i el Rondó K. 269 ha esdevingut una peça de concert independent.